# خورخي لويس أوتشوا فاسكيز
خورخي لويس أوشوا فاسكيز (بالإسبانية: Jorge Luis Ochoa motoa)‏ (ولد في 30 سبتمبر 1950)، رائد صناعة وتجارة المخدرات في كولومبيا. حيث كان من مؤسسي منظمة كارتل ميديلين سيئة السمعة في أواخر سبعينات القرن العشرين، مع كل من بابلو إسكوبار، كارلوس ليهدر، خوسيه غونزالو رودريغيز غتشا، بالإضافة إلى أخويه خوان ديفيد وفابيو.